# ماهاجانجا
ماجنكا (بالفرنسية: Majunga)‏، مدينة تقع في الساحل الشمالي لمدغشقر، يبلغ عدد سكانها 220.629 نسمة وذلك حسب إحصائيات سنة 2013.

## المناخ
يظهر الجدول التالي التغييرات المناخية على مدار السنة لماهاجانجا:
| البيانات المناخية لـماهاجانجا                   | البيانات المناخية لـماهاجانجا | البيانات المناخية لـماهاجانجا | البيانات المناخية لـماهاجانجا | البيانات المناخية لـماهاجانجا | البيانات المناخية لـماهاجانجا | البيانات المناخية لـماهاجانجا | البيانات المناخية لـماهاجانجا | البيانات المناخية لـماهاجانجا | البيانات المناخية لـماهاجانجا | البيانات المناخية لـماهاجانجا | البيانات المناخية لـماهاجانجا | البيانات المناخية لـماهاجانجا | البيانات المناخية لـماهاجانجا |
| الشهر                                           | يناير                         | فبراير                        | مارس                          | أبريل                         | مايو                          | يونيو                         | يوليو                         | أغسطس                         | سبتمبر                        | أكتوبر                        | نوفمبر                        | ديسمبر                        | المعدل السنوي                 |
| ----------------------------------------------- | ----------------------------- | ----------------------------- | ----------------------------- | ----------------------------- | ----------------------------- | ----------------------------- | ----------------------------- | ----------------------------- | ----------------------------- | ----------------------------- | ----------------------------- | ----------------------------- | ----------------------------- |
| متوسط درجة الحرارة الكبرى °م (°ف)               | 31.1 (88.0)                   | 30.8 (87.4)                   | 32.0 (89.6)                   | 32.5 (90.5)                   | 32.0 (89.6)                   | 31.0 (87.8)                   | 30.8 (87.4)                   | 31.4 (88.5)                   | 32.1 (89.8)                   | 32.5 (90.5)                   | 32.2 (90.0)                   | 31.3 (88.3)                   | 31.6 (88.9)                   |
| المتوسط اليومي °م (°ف)                          | 27.1 (80.8)                   | 27.2 (81.0)                   | 27.5 (81.5)                   | 27.4 (81.3)                   | 26.1 (79.0)                   | 24.6 (76.3)                   | 24.2 (75.6)                   | 24.6 (76.3)                   | 25.4 (77.7)                   | 26.8 (80.2)                   | 27.7 (81.9)                   | 27.4 (81.3)                   | 26.3 (79.3)                   |
| متوسط درجة الحرارة الصغرى °م (°ف)               | 23.6 (74.5)                   | 23.8 (74.8)                   | 23.6 (74.5)                   | 22.9 (73.2)                   | 20.6 (69.1)                   | 18.6 (65.5)                   | 18.0 (64.4)                   | 18.4 (65.1)                   | 19.6 (67.3)                   | 22.0 (71.6)                   | 23.5 (74.3)                   | 23.7 (74.7)                   | 21.5 (70.7)                   |
| معدل هطول الأمطار مم (إنش)                      | 401.7 (15.81)                 | 385.9 (15.19)                 | 196.3 (7.73)                  | 69.7 (2.74)                   | 8.6 (0.34)                    | 0.7 (0.03)                    | 1.8 (0.07)                    | 2.9 (0.11)                    | 2.3 (0.09)                    | 9.9 (0.39)                    | 118.0 (4.65)                  | 278.2 (10.95)                 | 1٬476 (58.1)                  |
| متوسط الأيام الممطرة (≥ 1.0 mm)                 | 17                            | 16                            | 12                            | 4                             | 1                             | 1                             | 1                             | 1                             | 1                             | 2                             | 6                             | 13                            | 75                            |
| متوسط الرطوبة النسبية (%)                       | 82                            | 83                            | 81                            | 73                            | 67                            | 64                            | 62                            | 60                            | 63                            | 66                            | 72                            | 80                            | 71                            |
| ساعات سطوع الشمس الشهرية                        | 209.0                         | 184.9                         | 244.8                         | 269.9                         | 294.9                         | 282.9                         | 291.5                         | 303.1                         | 307.0                         | 319.7                         | 288.2                         | 227.3                         | 3٬223٫2                       |
| المصدر #1: NOAA                                 |                               |                               |                               |                               |                               |                               |                               |                               |                               |                               |                               |                               |                               |
| المصدر #2: Weltwetter Spiegel Online (humidity) |                               |                               |                               |                               |                               |                               |                               |                               |                               |                               |                               |                               |                               |

## أعلام
- سعيد محمد جوهر
- كارولوس أندرياماتسينورو
- علي صويلح
- حمادة نامبياندرازا
- أحمد أحمد